# Араурана
Араурана або ара синьо-жовтий (Ara ararauna) — птах родини папугових.

## Зовнішній вигляд

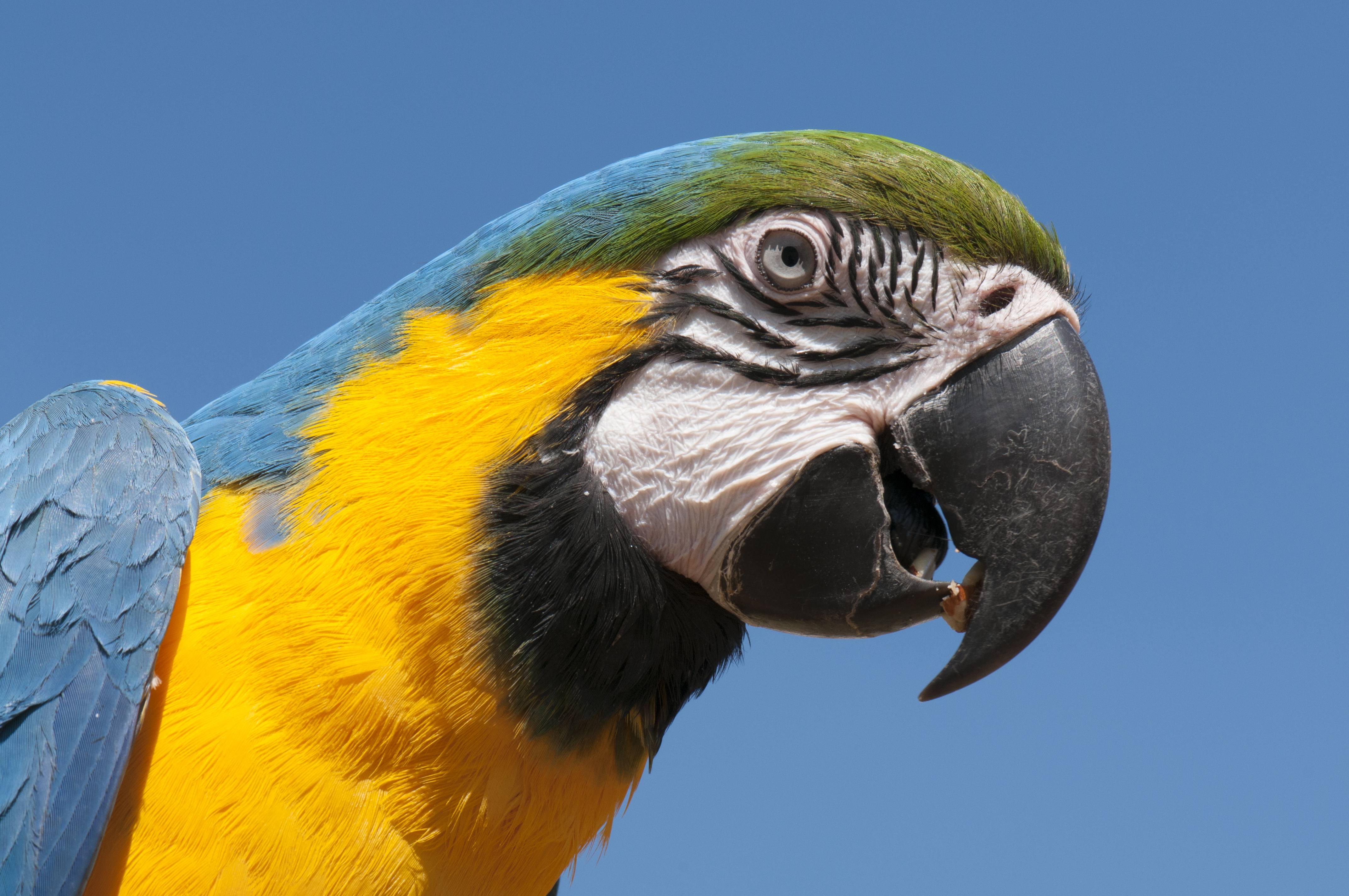
Голова синьо-жовтого ара

Довжина тіла 80—95 см, крила — 37—39 см, хвоста — 52 см; вага 900—1300 грамів. Верхня частина оперення тіла яскраво-блакитна, боки шиї, грудки й живіт оранжево-жовті. Криючі пера хвоста яскраво-блакитні. Горло чорне. Щоки спереду безпері сіро-білі із чорними смужками. Дзьоб чорний, дуже сильний і здатний лущити горіхи й перегризати галузки дерев. Ноги бурувато-чорні. Райдужна оболонка залежить від віку птаха: у молодих ара вона сизо-сіра, а в дорослих солом‘яно-жовта. Голос гучний і різкий.

## Поширення
У світі птах поширений від східної частини Панами до Бразилії і Північного Парагваю. Імовірно, що на Тринідаді цей птах вимер.

## Спосіб життя
Населяє незаймані тропічні ліси, воліючи прибережні області рік. Селяться також у полонинах до субальпійських лугів. Дуже прив'язаний до місць свого перебування. Ведуть парний або одиночний спосіб життя, зграй не утворюють. Тримаються в кронах високих дерев.

## Розмноження

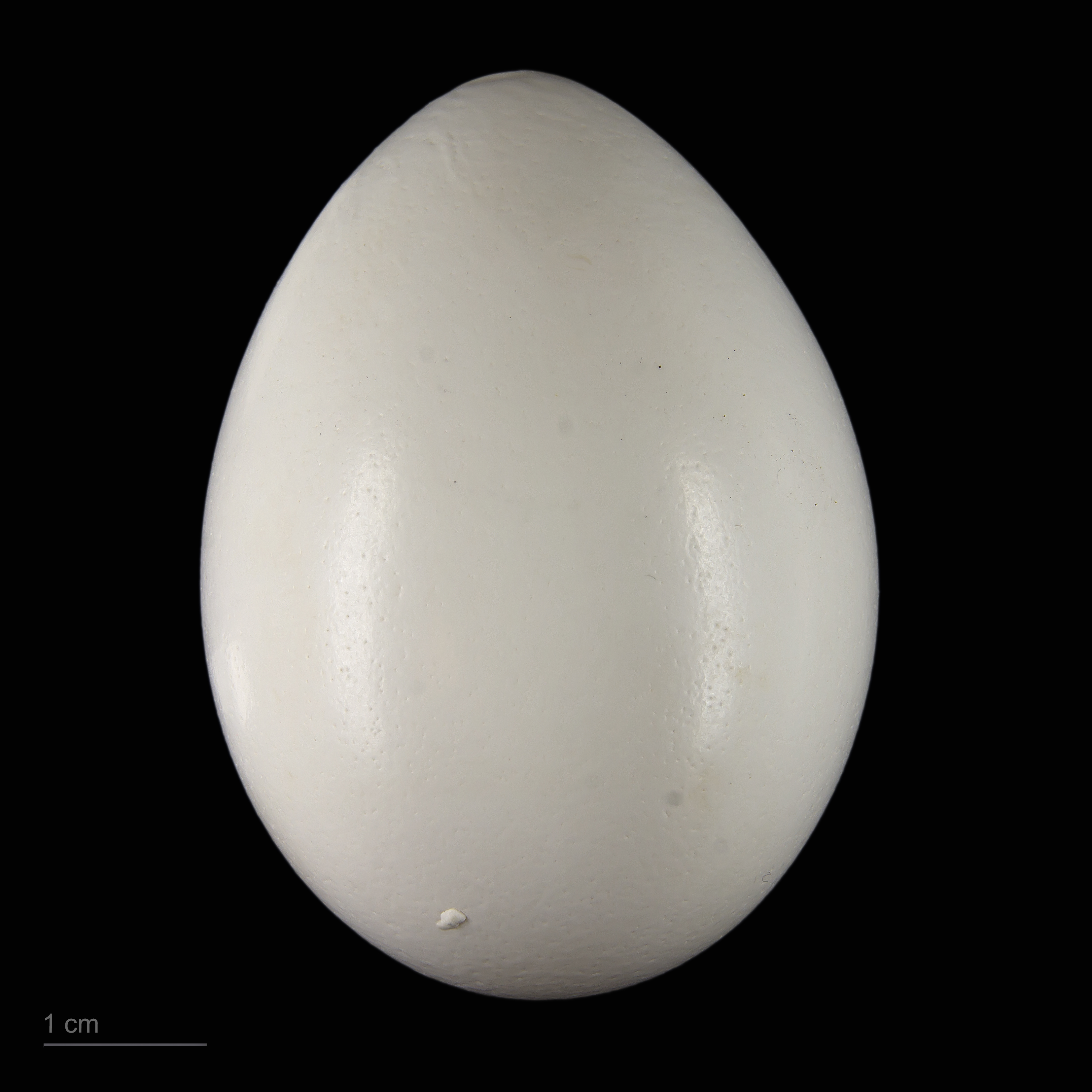
Яйце араурани в оологічній колекції (Тулузький музей)

Шлюбний період із грудня по березень. Гніздяться дуже високо в дуплах дерев, найчастіше пальм, будують гнізда на гілках. Далеко від гнізда, як правило, не летять. У кладці 2—3 яйця, але буває й до 5. Насиджує самка протягом 24—30 днів. Молоді птахи залишають гніздо у віці близько 3 місяців, але батьки опікують їх ще 2—3 місяці, після чого ті переходять до самостійного життя. По забарвленню молоді птахи майже не відрізняються від дорослих, але мають більше світлий дзьоб і сіро-коричневий колір райдужної оболонки.

## Утримання

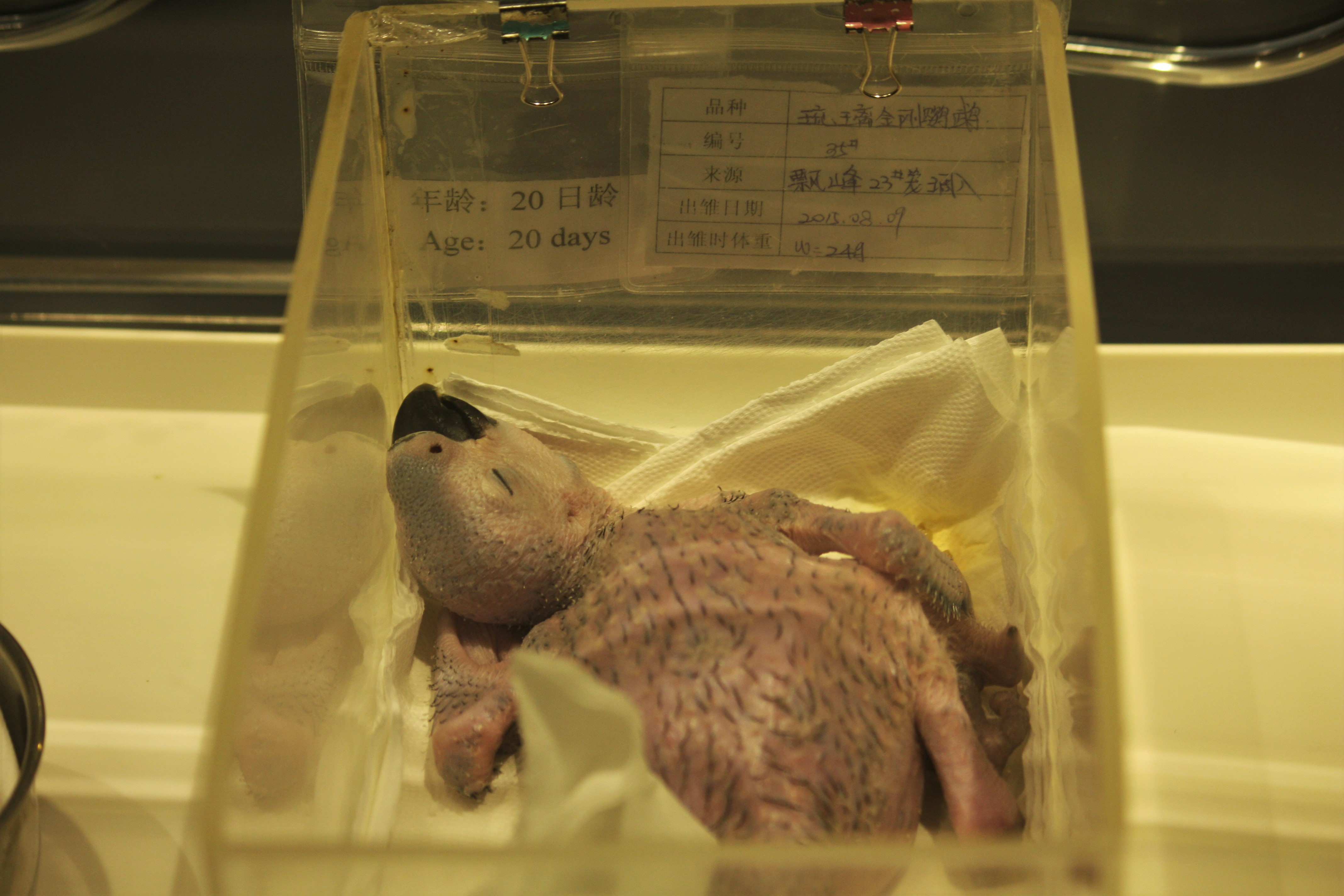
Пташеня арарауна віком 20 днів

Молоді дуже добре приручаються. З давніх часів їх приручали корінні жителі, у яких він належав до улюблених птахів. У Європі відомі з XVII століття. Здатні до вимови декількох десятків слів. Хоча й популярні як свійські тварини через красу й можливість наслідувати людську мову, важкі в утриманні й вимагають великої уваги, на відміну від традиційних вихованців — собак і кішок. Дуже інтелектуальні.
Мають сильний крикливий голос, що створюють незручності для сусідів (відволікають іграшками й спілкуванням). Постійно гризуть різні предмети, перекушуючи навіть сталевий дріт.
Живляться різноманітною рослинною їжею: горіхи, насіння, злаки, фрукти та овочі (у тому числі й сушені), зелень і т. д.
Деякі харчові продукти (вишневі кісточки, авокадо, шоколад і кава) отруйні для птахів.